# Zastava Bugarske
Zastava Bugarske sastoji se od tri jednaka vodoravna polja, bijele (vrh), zelene, i crvene boje.
Bijela predstavlja mir, zelena plodnost bugarskih zemalja, a crvena hrabrost naroda.
Prvotno su korištene panslavenske boje izvedene iz boja ruske zastave. Središnja pruga bila je plava kao na zastavi Rusije. Ipak, nakon stjecanja neovisnosti 1878. godine plava je promijenjena u zelenu jer se Bugarska razvijala kao poljoprivredna zemlja. Zastava Istočne Rumelije, nekadašnje turske pokrajine, a sada dijela Bugarske, izvorno se također sastojala od tih boja.
U razdoblju komunizma na zastavi je s lijeve strane bijelog polja bio grb koji je 1989. uklonjen. Na njemu je bio lav okružen vijencem pšenice ispod crvene zvijezde petokrake i iznad vrpce na kojoj su pisale godine: 681., godina osnivanja prve bugarske države, i 1944., godina u kojoj je pučem uspostavljena komunistička vlast.

## Vanjske poveznice
- Zastava Bugarske na stranicama Flags of the World